# Acanthocreagris callaticola
Espèce
Synonymes
- Microcreagris callaticola Dumitresco & Orghidan, 1964

Acanthocreagris callaticola est une espèce de pseudoscorpions de la famille des Neobisiidae.

## Distribution
Cette espèce est endémique du județ de Constanța en Roumanie. Elle se rencontre à Limanu dans la grotte Peștera Limanu.

## Systématique et taxinomie
Cette espèce a été décrite sous le protonyme Microcreagris ressli par Dumitresco et Orghidan en 1964. Elle est placée dans le genre Acanthocreagris par Mahnert en 1976.

## Publication originale
- Dumitresco & Orghidan, 1964 : Das lithoklasische Lebensreich. Zoologischer Anzeiger, vol. 173, p. 325-332.